# 斎藤泰弘
斎藤 泰弘（さいとう やすひろ、1946年11月9日 - ）は、日本のイタリア文学・文化研究者。京都大学名誉教授。

## 略歴
1978年、京都大学イタリア文学大学院博士課程中退。1990年、京大助教授、1997年、文学研究科教授、2010年定年退任、名誉教授。
1980年に、ダ・ヴィンチ『鳥の飛翔に関する手稿』（谷一郎、小野健一共訳・解説、岩波書店、1979年）で第3回マルコ・ポーロ賞を受賞。他の多くの手稿訳書にも参与した。

## 著書
- 『レオナルド・ダ・ヴィンチの謎 天才の素顔』岩波書店 1987.10
- 『ダ・ヴィンチ絵画の謎』中公新書カラー版 2017.3
- 『誰も知らないレオナルド・ダ・ヴィンチ』NHK出版新書 2019.9
- 『レオナルド・ダ・ヴィンチ　ミラノ宮廷のエンターテイナー』集英社新書 2019.12

## 翻訳
- エウジェニオ・ガレン『イタリア・ルネサンスにおける市民生活と科学・魔術』清水純一共訳 岩波書店 1975
- エンツォ・オルランディ編『カラー版世界の巨匠 レオナルド』評論社 1980
- ジュリアーノ・プロカッチ『イタリア人民の歴史 Ⅰ』豊下楢彦共訳 未來社 1984、Ⅱは豊下訳
- カルロ・ペドレッティ編『レオナルド・ダ・ヴィンチおよびレオナルド』岩波書店 1986
- 『カルロ・ゴルドーニ喜劇集』名古屋大学出版会 2007
- 『レオナルド・ダ・ヴィンチ 絵画の書』岩波書店 2014
- フェデリーコ・ヴィットーレ・ナルデッリ『ピランデッロ 秘密の素顔』水声社 2020
- 『ピランデッロ戯曲集 I』水声社 2021。役割ごっこ／作者を探す六人の登場人物
- 『ピランデッロ戯曲集 II』水声社 2022。エンリーコ四世／裸体に衣服を
- 『ピランデッロ戯曲集 III』水声社 2024。どうしてそうなったのか分からない／山の巨人たち

## 参考
- [ISBN 978-4-8158-0566-1]